# Глушіння свердловин
Глушіння свердловин (рос. глушение скважин, англ. shutoff of wells, killing of wells; нім. Bohrlochabsperrung f) — припинення фонтанування пластового флюїду зі свердловини шляхом закачування в неї спеціальної рідини глушіння.

## Загальний опис
Здійснюється шляхом штучного підвищення вибійного тиску до величин, що перевищують пластовий тиск. Необхідне для поточного і капітального ремонтів свердловин, припинення аварійних викидів пластового флюїду. Осн. питання, що вирішуються при Г.с.: вибір робочої рідини і режиму її закачування у свердловину. Вимоги до робочої рідини: забезпечення мінімального проникнення фільтрату і твердих частинок з робочої рідини в привибійну зону пласта-колектора, стабільність рідини при контактуванні з пластовою водою; недопущення взаємодії фільтрату з глинистим матеріалом в пласті-колекторі; запобігання утворенню нерозчинних осадів у поровому просторі пласта. Як рідину використовують нафту, воду, бурові розчини на водній і вуглеводневій основах (останні найефективніші).
Залежно від ситуації у свердловині, використовують різні способи глушіння.
При двостадійному способі глушіння операція глушіння проводиться у два прийоми. Спочатку вимивають пластовий флюїд зі свердловини, потім закачують обважнену промивальну рідину з необхід-ною густиною. Під час вимивання флюїду на бурових насосах підтримують постійний тиск, який сумарно дорівнює гідравлічним втратам тиску, тиску зафіксованому після закриття свердловини та додатковому тиску 0,5 — 1,0 МПа. Після закінчення вимивання пластового флюїду, під час закачування промивальної рідини, тиск у бурильній колоні поступово знижують до тиску гідравлічних втрат при промиванні обважненою промивальною рідиною.
При непереривному способі, глушіння свердловини ведеться в один прийом, шляхом закачування у свердловину обважненої промивальної рідини необхідної густини.
При способі очікування і обважнення спочатку готують проми-вальну рідину необхідної густини, потім вимивають пластовий флюїд обважненою промивальною рідиною.
Метод ступінчатого глушіння свердловини використовують у випадках, коли за один прийом не можна досягнути повного видален-ня пластового флюїду через високий тиск на гирлі, що перевищує мі-цнісні характеристики обсадної колони. При цьому спочатку зменшують об᾽єм припливу флюїду.
При кожному способі глушіння визначають очікувані тиски на гирлі при вимиванні газу, необхідно побудувати графіки залежності тиску від об᾽єму закачаної рідини.

## Рідина глушіння
Див. Рідина глушіння
Рідина глушіння (рос. жидкость глушения; англ. kill fluid; нім. Dämpfungsflüssigkeit f) — рідина, призначена для глушіння свердловин. Вона повинна мати достатню в'язкість, високу тиксотропію (здатність перетворюватися з рухомої рідини на гель) для того, щоб запобігти поглинанню продуктивним пластом. Але в той же час кінцеві величини характеристик структурно-механічних властивостей рідини глушіння не повинні бути надто високими, оскільки рідина, яка має велику статичну напругу зсуву (СНЗ) і проникла в привибійну зону пласта, настільки загущується, що не може бути видалена із неї при градієнтах тиску, створюваних у ході освоєння, а також потоком пластових флюїдів під час експлуатації свердловини. У результаті проникність пласта і, як наслідок, продуктивність свердловини будуть погіршені. Величини в'язкості і характеристик структурно-механічних властивостей рідин глушіння можуть регулюватися застосуванням загущувачів, поверхнево-активних речовин і т. д. Корозійне й абразивне діяння рідини глушіння як на наземне, так і на підземне устаткування, повинно бути незначним або не проявлятися. На швидкість корозії може помітно впливати йонний склад води, а також різні колоїдно-хімічні домішки, що містяться в ній. До агресивних належать йони Cl— і HS—.
При цьому, з підвищенням температури води швидкість хімічної (електрохімічної) реакції, яка призводить до корозії металів, збільшується приблизно в 2–3 рази на кожне підвищення в 10 °С.
При здійсненні ремонтних робіт у продуктивному пласті як робочі рідини використовують: дегазовану нафту; 5 — 6%-ий солянокислотний розчин; мінералізовану та прісну воду з додаванням ПАР; промивальну рідину.
Породи, що містять глинисті включення, обробляють піщано-рідинними сумішами, які не спричиняють набухання глин. Для цього з урахуванням фізико-хімічних властивостей глин різних газоносних формацій рекомендуються такі рідини: 0,5 — 1%-ий водний розчин хлористого кальцію; 0,5 — 1%-ий водний розчин словатону; 0,5%-ий водний розчин поліакриламіду; 1 — 2%-ий водний розчин стеароксу; 0,5 — 1%-ий водний розчин вирівнювача А; 0,5 — 1%-ий водний розчин КМЦ; 10%-ий водний розчин хлористого натрію з добавками 0,3 — 0,5 % поверхнево-активних речовин (сульфанол, дісолван); 5 — 10%-ий водний розчин хлористого натрію з добавками 3,5 — 5 % карбокси-метилцелюлози (КМЦ).
Якщо густина наведених робочих рідин не забезпечує глушіння свердловини, застосовують важчі розчини:
1. Крейдяні розчини: бентоніт — 10 %; крейда — 25 %; 2 % розчин NaOH — 65 %.
2. Водний розчин хлористого кальцію густиною 1 200 кг/м3.
За наявності розкритих продуктивних горизонтів, глушіння свердловин при підготовці їх до перфорації повинно проводитися за допомогою рідин, які не знижують фільтраційної характеристики привибійної зони і не спричиняють набухання глин.

## Методи глушіння свердловин
В залежності від обстановки, що склалася, використовують різі методи глушіння свердловин.
При двох стадійному способі глушіння операція по глушінню складається із двох частин. Спочатку вимивають флюїд із свердловини, а потім закачують обважнений буровий розчин необхідної густини. Вимивають флюїд підтримуючи постійним тиск на бурових насосах, який складається із гідравлічних втрат тиску, тиску зафіксованого після закриття свердловини та додаткових 0,5-1,0 МПа. Після вимивання флюїду, тиск в трубах, під час закачування бурильних труб буровим розчином, поступово знижують до тику гідравлічних втрат при промивці обважненим буровим розчином.
При непреривному способі, глушіння свердловини ведеться за один цикл, шляхом закачування зразу обваженого розчину потрібної густини.
При способі очікування і обважнення спочатку приготовляють розчин потрібної густини, а потім вимивають флюїд обважненим буровим розчином.
Метод ступінчатого глушіння свердловини використовується в тих випадках, коли за один раз не можна досягнути повного видалення флюїду через недопустимо високий тиск на усті, який недопустимий для обсадної колони. На першій ступені тільки зменшується об‘єм припливу флюїду.
При кожному способі можна підрахувати тиски, які очікуються на усті при вимиванні газу, побудувати графіки залежності тиску від об‘єму закачаного розчину. Розробляються карти глушіння свердловини.

## Інтернет-ресурси
- Відео Глушіння свердловин [Архівовано 9 січня 2018 у Wayback Machine.]